# FIVB World Tour 2005 der Männer
Die FIVB World Tour 2005 der Männer bestand aus 14 Beachvolleyball-Turnieren, von denen drei als Grand Slam und elf als Open ausgetragen wurden. Hinzu kam die Weltmeisterschaft in der deutschen Hauptstadt Berlin.

## Turniere

### Shanghai Open (18. bis 22. Mai)
| Platz | Team                                       |
| ----- | ------------------------------------------ |
| 1     | Christoph Dieckmann / Andreas Scheuerpflug |
| 2     | Ricardo Santos / Emanuel Rego              |
| 3     | Markus Egger / Martin Laciga               |
| 4     | Harley Marques / Benjamin Insfran          |
| 5     | Martín Conde / José Salema                 |
| 5     | Ahren Cadieux / Mark Heese                 |
| 7     | Julius Brink / Kjell Schneider             |
| 7     | Jonas Reckermann / Markus Dieckmann        |

Beste Österreicher beim ersten Turnier des Jahres waren Clemens Doppler und Nik Berger auf dem geteilten siebzehnten Platz. Davor platzierten sich die Schweizer Sascha Heyer und Paul Laciga auf Rang neun. Noch besser schnitten Bruder Martin und dessen Partner Markus Egger ab. Nach ihrem Sieg über Reckermann / M. Diekmann, die gemeinsam mit Brink / Schneider siebte wurden, bezwangen sie auch Cadieux / Heese und wurden erst von Andreas Scheuerpflug und Christoph Dieckmann gestoppt. Die Deutschen gewannen auch das Endspiel gegen Ricardo und Emanuel, während Harley und Benjamin nach der Niederlage gegen ihre Landsleute auch gegen die Schweizer im kleinen Finale den Kürzeren zogen..

### Zagreb Open (8. bis 12. Juni)
| Platz | Team                                       |
| ----- | ------------------------------------------ |
| 1     | Fábio Luiz / Márcio Araújo                 |
| 2     | Jonas Reckermann / Markus Dieckmann        |
| 3     | Ricardo Santos / Emanuel Rego              |
| 4     | Harley Marques / Benjamin Insfran          |
| 5     | Franco Neto / Tande Ramos                  |
| 5     | Patrick Heuscher / Stefan Kobel            |
| 7     | Christoph Dieckmann / Andreas Scheuerpflug |
| 7     | Jørre Kjemperud / Tarjei Skarlund          |

Wieder waren Clemens Doppler / Nik Berger beste Österreicher als dreizehnte. Besser lief es für die Laciga Brüder Paul und Martin mit ihren Partnern Sascha Heyer und Markus Egger den geteilten neunten Rang sowie Patrick Heuscher / Stefan Kobel, die fünfte wurden. Chr. Dieckmann / Scheuerpflug belegten den siebten Platz.

Im Halbfinale gewannen Fábio Luiz / Márcio Araújo gegen Benjamin und Harley, während Markus Dieckmann und Jonas Reckermann gegen Ricardo und Emanuel die Oberhand behielten. Bronze sicherten sich Letztere, während im Kampf um Gold sich die Südamerikaner als die Stärkeren erwiesen..

### Gstaad Open (15. bis 19. Juni)
| Platz | Team                              |
| ----- | --------------------------------- |
| 1     | Ricardo Santos / Emanuel Rego     |
| 2     | Harley Marques / Benjamin Insfran |
| 3     | Fábio Luiz / Márcio Araújo        |
| 4     | Franco Neto / Tande Ramos         |
| 5     | Clemens Doppler / Nik Berger      |
| 5     | Sascha Heyer / Paul Laciga        |
| 7     | Andrew Schacht / Joshua Slack     |
| 7     | Markus Egger / Martin Laciga      |

Die ersten vier Plätze machten die brasilianischen Teams bei den Open in der Alpenrepublik unter sich aus. Ricardo und Emanuel schlugen zunächst Fábio Luiz / Márcio Araújo und anschließend Benjamin und Harley. Franco und Tande verloren nach der Niederlage in der Vorschlussrunde auch das Duell um den dritten Platz.

Diesmal schaffte es kein deutsches Duo unter die top acht. Julius Brink / Kjell Schneider wurden gemeinsam mit den Schweizern Patrick Heuscher / Stefan Kobel neunte. Davor platzierten sich Markus Egger und Martin Laciga als siebte. Beste deutschsprachige Teams waren diesmal Clemens Doppler und Nik Berger sowie Paul Laciga und Sascha Heyer auf dem fünften Rang..

### Weltmeisterschaft in Berlin (22. bis 26. Juni)
siehe auch Hauptartikel Beachvolleyball-Weltmeisterschaft 2005
| Platz | Team                                  |
| ----- | ------------------------------------- |
| 1     | Fábio Luiz / Márcio Araújo            |
| 2     | Sascha Heyer / Paul Laciga            |
| 3     | Julius Brink / Kjell Schneider        |
| 4     | Marvin Polte / Thorsten Schoen        |
| 5     | Francis Álvarez / Oney Ramírez Bernal |
| 5     | Kristjan Kais / Rivo Vesik            |
| 7     | Martín Conde / José Salema            |
| 7     | Todd Rogers / Phil Dalhausser         |

| Platz | Team                                       |
| ----- | ------------------------------------------ |
| 9     | Harley Marques / Benjamin Insfran          |
| 9     | Conrad Leinemann / Richard VanHuizen       |
| 9     | Jonas Reckermann / Markus Dieckmann        |
| 9     | Dmitri Barsuk / Roman Arkajew              |
| 13    | Franco Neto / Tande Ramos                  |
| 13    | Christoph Dieckmann / Andreas Scheuerpflug |
| 13    | Iver Horrem / E.P. Pettersen               |
| 13    | Jacob Gibb / Stein Metzger                 |

### Stavanger Grand Slam (30. Juni bis 3. Juli)
| Platz | Team                                       |
| ----- | ------------------------------------------ |
| 1     | Ricardo Santos / Emanuel Rego              |
| 2     | Harley Marques / Benjamin Insfran          |
| 3     | Patrick Heuscher / Stefan Kobel            |
| 4     | Jonas Reckermann / Markus Dieckmann        |
| 5     | David Klemperer / Eric Koreng              |
| 5     | Jochem de Gruijter / Gijs Ronnes           |
| 7     | Christoph Dieckmann / Andreas Scheuerpflug |
| 7     | Iver Horrem / E.P. Pettersen               |

Den neunten Rang teilten sich Clemens Doppler / Peter Gartmayer mit Markus Egger / Martin Laciga und zwei weiteren Paaren. Christoph Dieckmann / Scheuerpflug wurden Siebte. Noch besser waren Klemperer / Koreng auf dem fünften und Christoph Dieckmann / Reckermann auf dem vierten Platz unterwegs. Bestes Team aus dem deutschsprachigen Raum wurden jedoch die Schweizer Patrick Heuscher und Stefan Kobel, die sich nach der Niederlage gegen Ricardo und Emanuel mit Bronze belohnten. Benjamin und Harley mussten sich nach dem Sieg über die besten Deutschen im Spiel gegen ihre brasilianischen Landsleute mit Silber begnügen.

### Sankt Petersburg Open (6. bis 10. Juli)
| Platz | Team                                    |
| ----- | --------------------------------------- |
| 1     | Ricardo Santos / Emanuel Rego           |
| 2     | Fábio Luiz / Márcio Araújo              |
| 3     | Franco Neto / Tande Ramos               |
| 4     | Harley Marques / Benjamin Insfran       |
| 5     | Julius Brink / Kjell Schneider          |
| 5     | Patrick Heuscher / Stefan Kobel         |
| 7     | Martín Conde / José Salema              |
| 7     | Francisco Álvarez / Oney Ramírez Bernal |

Ricardo und Emanuel standen nach Siegen über Tande / Franco sowie Fábio Luiz / Márcio Araújo auf der obersten Podeststufe. Benjamin und Harley verloren nach ihrer Halbfinalniederlage auch das Spiel um Bronze.

Wie schon in der Schweiz schaffte es die besten nichtbrasilianischen Teams nur auf den geteilten fünften Rang. Dort standen Brink / Schneider aus Deutschland und Heuscher / Kobel aus der Schweiz. David Klemperer / Eric Koreng wurden neunte. Bestes Duo aus Österreich waren Clemens Doppler / Peter Gartmayer als Siebzehnte..

### Espinho Open (13. bis 17. Juli)
| Platz | Team                                |
| ----- | ----------------------------------- |
| 1     | Julius Brink / Kjell Schneider      |
| 2     | Jonas Reckermann / Markus Dieckmann |
| 3     | Fábio Luiz / Márcio Araújo          |
| 4     | Todd Rogers / Sean Scott            |
| 5     | Pedro Depiaggio / Mariano Baracetti |
| 5     | Jacob Gibb / Stein Metzger          |
| 7     | Kristjan Kais / Rivo Vesik          |
| 7     | Markus Egger / Martin Laciga        |

Das einzige österreichische Duo im Hauptfeld blieb satz- und sieglos. Die Schweizer Egger / Martin Laciga belegten den geteilten siebten Platz. Die beiden besten deutschen Teams trafen erst im Finale aufeinander. Julius Brink und Kjell Schneider bezwangen in der Vorschlussrunde Todd Rogers, der diesmal mit Sean Scott antrat, und anschließend auch Jonas Reckermann und Marcus Dieckmann, die sich gegen Fábio Luiz / Márcio Araújo durchgesetzt hatten. Das Duell Süd– gegen Nordamerikaum Platz drei endete mit dem brasilianischen Erfolg..

### Stare Jablonki Open (20. bis 24. Juli)
| Platz | Team                                       |
| ----- | ------------------------------------------ |
| 1     | Markus Egger / Martin Laciga               |
| 2     | Jonas Reckermann / Markus Dieckmann        |
| 3     | Ricardo Santos / Emanuel Rego              |
| 4     | Franco Neto / Tande Ramos                  |
| 5     | Christoph Dieckmann / Andreas Scheuerpflug |
| 5     | Patrick Heuscher / Stefan Kobel            |
| 7     | Andrew Schacht / Joshua Slack              |
| 7     | Fábio Luiz / Márcio Araújo                 |

Clemens Doppler / Nik Berger und Sascha Heyer / Paul Laciga sicherten sich den geteilten neunten Rang. Heuscher / Kobel wurden gemeinsam mit Christoph Dieckmann / Scheuerpflug fünfte. Im Finale sprach man zum zweiten Mal in Folge deutsch. Im Gegensatz zum Turnier in Portugal kam der Sieger diesmal jedoch aus der Schweiz. Markus Egger und Martin Laciga besiegten sowohl Tande und Franco als auch Jonas Reckermann und Markus Dieckmann. Das kleine Finale gewannen Emanuel und Ricardo..

### Paris Grand Slam (27. bis 31. Juli)
| Platz | Team                                       |
| ----- | ------------------------------------------ |
| 1     | Patrick Heuscher / Stefan Kobel            |
| 2     | Jacob Gibb / Stein Metzger                 |
| 3     | Julius Brink / Kjell Schneider             |
| 4     | Sascha Heyer / Paul Laciga                 |
| 5     | Harley Marques / Benjamin Insfran          |
| 5     | Todd Rogers / Sean Scott                   |
| 7     | Christoph Dieckmann / Andreas Scheuerpflug |
| 7     | Markus Egger / Martin Laciga               |

Clemens Doppler / Nik Berger belegten als beste Österreicher einen der dreizehnten Plätze. Neunter wurde das Interimsduo Eric Koreng / Jonas Reckermann. Den siebten Rang teilten sich Christoph Dieckmann / Andreas Scheuerpflug und Markus Egger / Martin Laciga. Noch besser schnitten ein weiteres deutsches und zwei weitere Schweizer Teams in der französischen Hauptstadt ab. Heuscher / Kobel setzten sich im Schweizer Duell durch, während Gibb / Metzger sich als zu stark für Brink / Schneider erwiesen. Sascha Heyer und Paul Laciga mussten sich anschließend auch gegen die Deutschen geschlagen geben, während die anderen Eidgenossen sich Gold sicherten. Damit stand zum ersten und zum einzigen Mal in der Saison kein brasilianisches Beachpaar auf dem Treppchen.

### Klagenfurt Grand Slam (3. bis 7. August)
| Platz | Team                                       |
| ----- | ------------------------------------------ |
| 1     | Christoph Dieckmann / Andreas Scheuerpflug |
| 2     | Ricardo Santos / Emanuel Rego              |
| 3     | Fábio Luiz / Márcio Araújo                 |
| 4     | Todd Rogers / Sean Scott                   |
| 5     | Jonas Reckermann / Markus Dieckmann        |
| 5     | Dain Blanton / Kevin Wong                  |
| 7     | Javier Bosma / Ortiz Vargas                |
| 7     | Jacob Gibb / Stein Metzger                 |

Im Gegensatz zu den bisherigen Veranstaltungen, bei denen immer mindestens ein Schweizer Duo in den top acht platziert war, lief es in der Stadt am Wörthersee für die Eidgenossen überhaupt nicht gut. Ein Paar musste wegen Verletzung aufgeben, ein weiteres Duo blieb im Hauptwettkampf sieglos und die anderen beiden Teams konnten jeweils nur ein Spiel gewinnen. Beste Österreicher waren diesmal Robert Nowotny / Peter Gartmayer, die gemeinsam mit Julius Brink / Kjell Schneider neunte wurden. Auf den geteilten fünften Rang schafften es Jonas Reckermann / Markus Dieckmann, während dessen Bruder gemeinsam mit Andreas Scheuerpflug nach Shanghai sein zweites Gold gewann. Sowohl Fábio Luiz / Márcio Araújo als auch Ricardo und Emanuel mussten die Überlegenheit der Deutschen anerkennen. Die Brasilianer konnten sich zumindest noch Silber und Bronze sichern. Für Rogers / Scott blieb nur der vierte Platz.

### Montreal Open (24. bis 28. August)
| Platz | Team                              |
| ----- | --------------------------------- |
| 1     | Harley Marques / Benjamin Insfran |
| 2     | Fábio Luiz / Márcio Araújo        |
| 3     | Ricardo Santos / Emanuel Rego     |
| 4     | Franco Neto / Pedro Cunha         |
| 5     | Clemens Doppler / Nik Berger      |
| 5     | Iver Horrem / E.P. Pettersen      |
| 7     | Andrew Schacht / Joshua Slack     |
| 7     | Javier Bosma / Ortiz Vargas       |

Zum dritten Mal in diesem Jahr war im Halbfinale die Landessprache der teilnehmenden Duos ausschließlich portugiesisch. Benjamin und Harley sicherten sich nach den Erfolgen über Cunha / Franco und Fábio Luiz / Márcio Araújo den Spitzenplatz auf dem Podest. Ricardo und Emanuel konnten sich nach der Niederlage gegen Letztere mit Bronze trösten.

Das beste deutschsprachige Team kam in Kanada aus Österreich. Clemens Doppler und Nik Berger wurden fünfte. Auf dem geteilten neunten Platz standen am Ende die Vierten aus Berlin. Die Eidgenossen Marcel Gscheidle / Jan Schnider belegten gemeinsam mit anderen Paaren den dreizehnten Rang..

### Athen Open (31. August bis 4. September)
| Platz | Team                              |
| ----- | --------------------------------- |
| 1     | Ricardo Santos / Emanuel Rego     |
| 2     | Markus Egger / Martin Laciga      |
| 3     | Harley Marques / Benjamin Insfran |
| 4     | Andrew Schacht / Joshua Slack     |
| 5     | Fábio Luiz / Márcio Araújo        |
| 5     | Riccardo Lione / Matteo Varnier   |
| 7     | Clemens Doppler / Nik Berger      |
| 7     | Miguel Maia / João Brenha         |

Die einzigen Deutschen im Hauptfeld blieben ohne Sieg. Wieder einmal die besten Österreicher waren Doppler / Berger auf dem geteilten siebten Platz.

Markus Egger und Martin Laciga sicherten sich die Silbermedaille nach dem Sieg über Schacht / Slack und der Niederlage gegen Ricardo und Emanuel. Nachdem sie gegen ihre Landsleute verloren hatten, besiegten Harley und Benjamin die Australier im Kampf um Bronze..

### Salvador da Bahia Open (19. bis 23. Oktober)
| Platz | Team                               |
| ----- | ---------------------------------- |
| 1     | Ricardo Santos / Emanuel Rego      |
| 2     | Fábio Luiz / Márcio Araújo         |
| 3     | Jacob Gibb / Stein Metzger         |
| 4     | Markus Egger / Martin Laciga       |
| 5     | Franco Neto / Tande Ramos          |
| 5     | Kristjan Kais / Rivo Vesik         |
| 7     | Harley Marques / Benjamin Insfran  |
| 7     | Nalbert Bitencourt / Luiz Dulinski |

In der Vorschlussrunde gewannen Emanuel und Ricardo gegen Egger / M. Laciga und Fábio Luiz / Márcio Araújo gegen Gibb / Metzger. Die Schweizer unterlagen anschließend den US-Amerikanern, während deren Bezwinger den Kampf um die Pole-Position für sich entscheiden konnten.

Die weiteren Eidgenossen wurden neunte (Patrick Heuscher / Stefan Kobel) und dreizehnte (Sascha Heyer / Paul Laciga). Die besten Österreicher Clemens Doppler / Nik Berger wurden auf dem geteilten siebzehnten Platz gelistet, während die einzigen Deutschen das Turnier satz- und sieglos beendeten..

### Acapulco Open (25. bis 29. Oktober)
| Platz | Team                              |
| ----- | --------------------------------- |
| 1     | Ricardo Santos / Emanuel Rego     |
| 2     | Franco Neto / Pedro Cunha         |
| 3     | Harley Marques / Benjamin Insfran |
| 4     | Riccardo Lione / Matteo Varnier   |
| 5     | Fábio Luiz / Márcio Araújo        |
| 5     | Kristjan Kais / Rivo Vesik        |
| 7     | Markus Egger / Martin Laciga      |
| 7     | Patrick Heuscher / Stefan Kobel   |

Zum dritten Mal in Folge gingen Ricardo und Emanuel als Sieger aus dem Wettbewerb. Sie hatten im Semifinale Lione / Varnier und im Endspiel Cunha / Franco bezwungen. Die Verlierer aus dem anderen Halbfinale setzten sich anschließend gegen die Italiener durch.

Die zwei besten Schweizer Paare teilten sich den siebten Rang. Clemens Doppler / Nik Berger wurden neunte. Dreizehnte wurden Sascha Heyer und Paul Laciga, während Marvin Polte und Thorsten Schoen nach dem sieglosen Auftritt in Brasilien diesmal neben Robert Nowotny / Peter Gartmayer und weiteren Duos den siebzehnten Rang belegten..

### Kapstadt Open (23. bis 27. November)
| Platz | Team                              |
| ----- | --------------------------------- |
| 1     | Fábio Luiz / Márcio Araújo        |
| 2     | Markus Egger / Martin Laciga      |
| 3     | Jacob Gibb / Stein Metzger        |
| 4     | David Klemperer / Kjell Schneider |
| 5     | Franco Neto / Pedro Cunha         |
| 5     | Harley Marques / Benjamin Insfran |
| 5     | Kristjan Kais / Rivo Vesik        |
| 5     | Todd Rogers / Sean Scott          |

Beim letzten Event des Jahres standen zum ersten Mal Teams aus vier verschiedenen Nationen in der Vorschlussrunde. David Klemperer und Kjell Schneider, die erstmalig gemeinsam auf der FIVB Tour antraten, belegten nach den Niederlagen gegen Markus Egger / Martin Laciga sowie Gibb / Metzger als beste Deutsche in Südafrika den vierten Rang. Fábio Luiz und Márcio Araújo besiegten sowohl die US-Amerikaner als auch die Schweizer und sicherten sich die letzte Goldmedaille der Spielzeit.

Beste Österreicher wurden Florian Gosch und Bernhard Strauß auf dem geteilten neunten Platz..

## Auszeichnungen des Jahres 2005
| FIVB Tour Champion    | Ricardo Santos / Emanuel Rego |
| Team of the year      | Ricardo Santos / Emanuel Rego |
| Most Outstanding      | Ricardo Santos                |
| Sportsperson          | Emanuel Rego                  |
| Top Rookie            | Jacob Gibb, Matteo Varnier    |
| Most Inspirational    | Mark Heese                    |
| Most Improved Player  | Fábio Luiz                    |
| Best Blocker          | Fábio Luiz                    |
| Best Hitter           | Ricardo Santos                |
| Best Offensive Player | Ricardo Santos                |
| Best Server           | Conrad Leinemann              |
| Best Setter           | Todd Rogers                   |
| Best Defensive Player | Márcio Araújo                 |

Quelle: 